# Kodlu, Tirthahalli
Kodlu là một làng thuộc tehsil Tirthahalli, huyện Shimoga, bang Karnataka, Ấn Độ.